# Théophile Roussel
Pour les articles homonymes, voir Roussel.
Jean-Baptiste Victor Théophile Roussel, né le 28 juillet 1816 à Saint-Chély-d'Apcher en Lozère, mort le 27 septembre 1903, au château d'Orfeuillette à Albaret-Sainte-Marie en Lozère, est un médecin, homme politique et philanthrope français. Il est l'un des premiers hommes politiques français ayant œuvré pour la protection de l’enfance.

## Biographie
Fils de Jean-Baptiste Paulin Roussel, docteur en médecine, et de Céline Augustine Gaillardon, il fait ses études à l'école des Frères. Par tradition familiale, ses parents l'inscrivent au collège Stanislas de Paris, où il entre à l'âge de treize ans.
Dès 1841, il réalise une étude biographique sur un Lozérien célèbre : Guillaume de Grimoard (pape en 1362 sous le nom d'Urbain V), ce qui lui vaut l'éloge de l'Académie des inscriptions et belles-lettres ainsi qu'une médaille d'or. La même année, il est reçu interne des hôpitaux de Paris à vingt-quatre ans. C'est à la Salpêtrière puis à l'hôpital Saint-Louis qu'il poursuit avec brio sa thèse de doctorat en médecine et découvre un cas de pellagre propre à l'Italie et à l'Espagne.
De 1842 à 1895, il rédige plusieurs ouvrages à la suite de ses recherches médicales et a pour ami Claude Bernard. Il entreprend un voyage d'études dans le Sud-Ouest, à Toulouse et en Espagne, pour mieux comprendre ce terrible fléau qu'est la pellagre.
De retour en Lozère, Théophile Roussel est élu député à trente-trois ans ; il épouse Élisa d'Estrehan à Saint-Chély d'Apcher. Le couple s'installe à Orfeuillette ; il transforme sa propriété en magnifique château. Ils ont une fille prénommée Jeanne. Théophile Roussel exerce la profession de médecin de campagne tout en continuant ses recherches sur la pellagre. Il est successivement conseiller général et président du conseil général de la Lozère. En 1860, il a une importante activité parlementaire : député de la Lozère, il fait adopter une loi en 1873 contre l'alcoolisme. Président de la société protectrice de l'enfance, il fait voter la loi dite « Roussel » de protection de l'enfance, adoptée le 23 décembre 1874 ; il est également promoteur de la loi de 1889 sur la déchéance paternelle. Il fonde la « Société générale des prisons », pour améliorer le régime pénitentiaire des plus jeunes détenus. Jusqu'à sa mort il est un homme du consensus, prêt à accueillir toutes les voix pour faire passer les textes de protection de l'enfance qu'il ne cessa de proposer. Élu en 1876, il est, lors de la crise du 16 mai 1877 l'un des signataires du manifeste des 363. De nouveau élu en octobre 1877, il est ensuite élu sénateur sous Mac-Mahon et sera reconduit par deux fois dans ce mandat (1879-1897).
Il entre à l'académie de médecine en 1872 et à l'Académie des sciences morales et politiques en 1891. Il meurt dans son château d'Orfeuillette à l'âge de quatre-vingt-sept ans. Il lègue à sa ville natale sa maison paternelle, devenue mairie, sa bibliothèque de cinq mille volumes et une somme importante permettant l'édification de ce qui est aujourd'hui appelé l'hôpital-hospice Théophile-Roussel.

## Œuvres et publications
- De la pellagre, Paris, Impr. Rignoux, 1845. — Thèse de Médecine, Paris, 1845.
- De la pellagre : de son origine, de ses progrès, de son existence en France, de ses causes, et de son traitement curatif et préservatif, Paris, Bureau de l'encyclographie médicale, 184[3].
- Recherches sur les maladies des ouvriers employés à la fabrication des allumettes chimiques, Paris, Labé, 1846.
- Nouveau manuel complet pour la fabrication des allumettes chimiques, du coton et papier-poudre, des poudres et amorces fulminantes : des dangers inhérents à ces fabrications, des accidents et des maladies qu'elles produisent ; des mesures administratives et hygiéniques qu'elles réclament, Paris, Roret, 1847.
- Traité de la pellagre et des pseudo-pellagres, Paris, J.-B. Baillière, 1866.
- Candidature à l'Académie de médecine, titres et travaux scientifiques, Paris, Impr. de E. Martinet, 1868.
- « Proposition de loi tendant à réprimer l'ivresse publique et à combattre les progrès de l'alcoolisme », 1871.
- « Proposition de loi ayant pour objet la protection des enfants du premier âge et en particulier des nourrissons », Assemblée nationale française, 24 mars 1873.
- « Rapport fait au nom de la commission chargée d'examiner la proposition de loi relative à la protection des enfants du premier âge et en particulier des nourrissons », Assemblée nationale, 1871-1875, Versailles, Impr. de Cerf et fils, 1874.
- De l'éducation correctionnelle et de l'éducation préventive. Étude sur les modifications à apporter à notre législation concernant les jeunes détenus et les mineurs abandonnés ou maltraités, Paris, Chaix et Cie, 1879.
- « Rapport fait au nom de la Commission chargée d'examiner le projet de loi portant révision de la loi du 30 juin 1838 sur les aliénés », [Annexe au procès-verbal de la séance du 20 mai 1884 N 157 Notes et documents concernant la législation française et les législations étrangères sur les aliénés], Paris, Impr. de P. Mouillot, 1884.
- « De l'organisation de l'assistance médicale dans les campagnes », Le Mans, Impr. de E. Monnoyer, 1889. — Contribution au Congrès international de l'assistance publique.
- « À Monsieur Georges Berry », dans Georges Berry, Auberges, stations, colonies : assistance par le travail en Allemagne, Paris, A. Dumont, 1893, p. 5-10. — Préface.
- « À Monsieur Louis Defert », dans Louis Defert, L'enfant et l'adolescent dans la société moderne, Paris, Mongrédien et Cie, 1897, p. IX-XIV. — Lettre-préface.

## Hommages
- En 1904, la rue Théophile-Roussel est ouverte en son nom à Paris, après la destruction du premier hôpital Armand-Trousseau.
- Sans doute en hommage à sa loi sur la protection de l'enfance, une image du buste de Théophile Roussel figurait sur le diplôme des nourrices.
- L'avenue Théophile Roussel de Marvejols (48) où sont domiciliées de nombreuses associations à caractère social, éducatif et culturel[4].

## Bibliographie

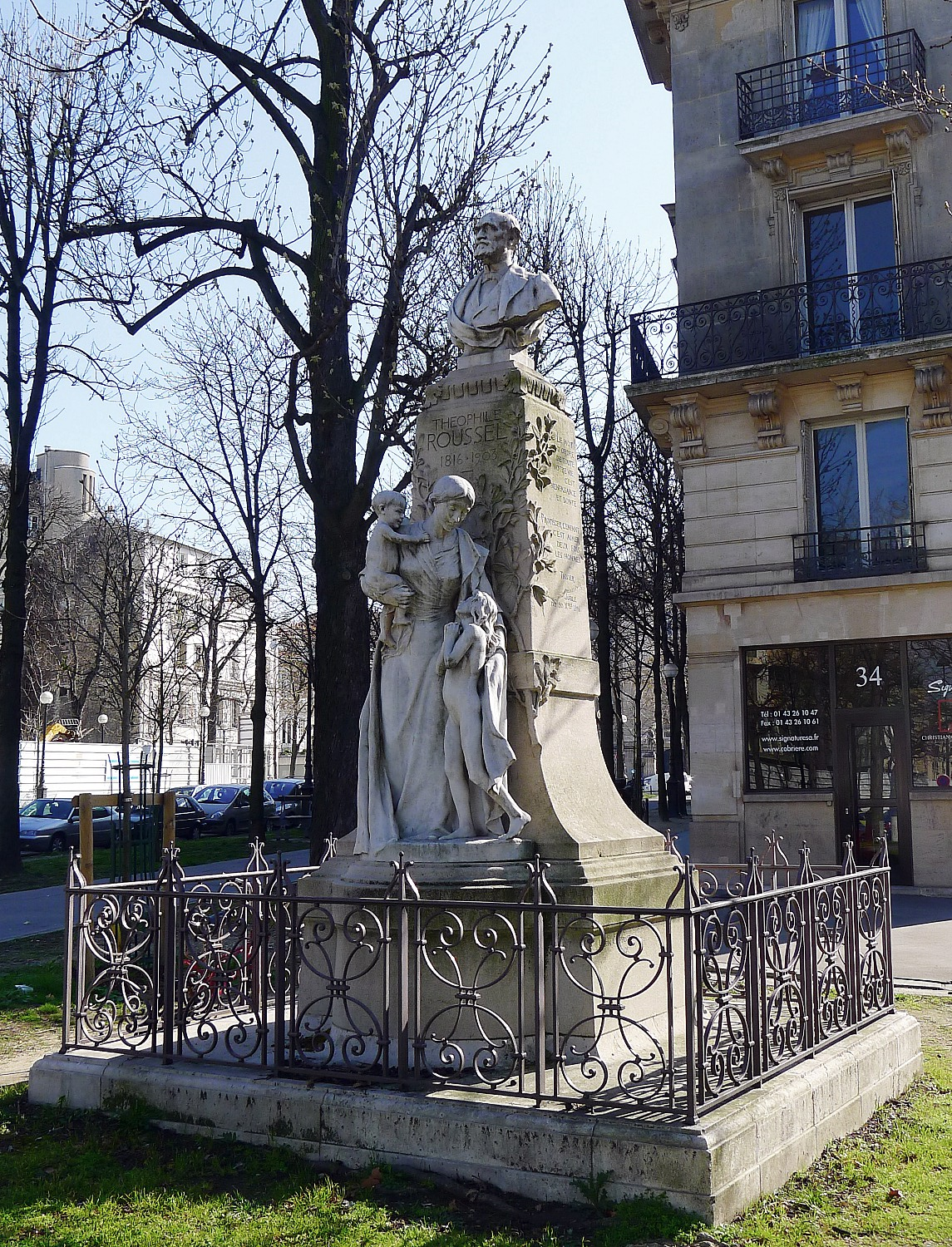
Monument Théophile Roussel par Jean-Baptiste Antoine Champeil à.